# Погорелов, Александр Григорьевич (гимнаст)
Александр Григорьевич Погорелов   — советский гимнаст, трёхкратный чемпион СССР и двухкратный вице-чемпион мира. Заслуженный мастер спорта СССР (1984). 

## Биография
Родился в Волгограде. Выступал за Вооруженные силы (Москва).
Чемпион СССР в упражнении на перекладине (1984, 1985) и на кольцах (1985). Бронзовый призёр чемпионатов СССР на перекладине (1983) и на брусьях (1986).
Серебряный призёр чемпионата Европы 1983 года в упражнении на коне.
Серебряный призёр чемпионата мира 1983 года в команде (Билозерчев, Акопян, Погорелов, Королёв, Артёмов, Макуц) и на перекладине.
В 1986 году завершил спортивную карьеру.